# Chamanismo chino
El chamanismo chino, llamado alternativamente Wuismo (en chino, 巫教; pinyin, wū jiào; literalmente, ‘wu religión, chamanismo, brujería’; alternativamente 巫觋宗教 wū xí zōngjiào), Se refiere a la tradición religiosa chamánica de China. Sus características están especialmente conectadas con las antiguas culturas neolíticas, tales como la Cultura de Hongshan. Las tradiciones chamánicas de China son intrínsecas a la religión popular china, un término general para todas las religiones étnicas de China. Los maestros Wu siguen siendo importantes en la cultura china contemporánea.
Diversos rituales tradicionales tienen sus raíces en el chamanismo original chino: maestros rituales contemporáneos chinos a veces se identifican como wu por los forasteros, aunque la mayoría de las órdenes no se autoidentifican como tales. El taoísmo también tiene algunos de sus orígenes en el chamanismo chino: se desarrolló en torno a la búsqueda de la larga vida (shou 壽/寿), o el estado de un xian (仙, "hombre de la montaña", "hombre santo" ).

## Significado dewu
La palabra china wu 巫 "chamán, asistente", indica a un hombre que puede mediar con los poderes para generar cosas (el significado etimológico de "espíritu", "dios", o nomen agentis, virtus, energeia), se registró por primera vez durante la dinastía Shang (1600-1046 AC), cuando un wu podría ser uno u otro sexo. a finales de la dinastía Zhou (1045-256 AC) wu se utilizaba para especificar "mujer chamán; hechicera", en contraposición a xi 覡 "chamán masculino; hechicero" (que aparece por primera vez en el libro Guo Yu del siglo cuarto antes de Cristo). Otros nombres chamán sexodiferenciadas incluyen nanwu 男巫 para "shaman masculina; hechicero; asistente"; y nüwu 女巫, wunü 巫女, wupo 巫婆, y wuyu 巫嫗 para "mujer chamán; hechicera; brujas".
La palabra tongji 童乩 (literal. "adivino joven") "chamán; espíritu medio" es casi un sinónimo de wu. La tradición china distingue el nativo wu de "chamán siberiano": saman 薩滿 o saman 薩 蠻; y desde la India Sramana "errante monje; ascéticas": shamen 沙門, sangmen 桑 門, o sangmen 喪門.
Berthold Laufer propone una relación etimológica entre el mongol bügä "chamán", el turco bögü "chamán", el chino bu, wu (chamán), buk, puk (al divino), y aba tibetana (pronunciado ba, hechicero). Coblin presenta una raíz sino-tibetana *mjaɣ  "mago; brujo" para el chino wu < mju < *mjag 巫 "mago; chamán" y la escritura tibetana 'ba'-po "brujo" y 'ba'- mo "hechicero" (de la religión Bön). Otras conexiones son a los sacerdotes bu-mo del Shigongismo Zhuang y los sacerdotes bi-mo del Bimoismo, la fe autóctona Yi. También el coreano mu 무 (de Muism) es afín al chino wu 巫.
Schuessler enumera algunas etimologías: wu podría estar emparentado con wu 舞 "bailar"; wu también podría estar emparentado con mu 母 "madre" ya que wu, en contraposición a xi 覡, era típicamente femenina; wu podría ser un préstamo lingüístico del iraní *maghu o *maguš "mago; mágico", lo que significa un "poder único, especialista en el ritual". Mair (1990) proporciona evidencia arqueológica y lingüística que Wu <* MyAg 巫 "chamán; bruja, mago, mago" era una palabra tomada del persa antiguo * Mago "mago; magos". Mair conecta el casi idéntico carácter de bronce chino para wu y la heráldica cruz potente ☩ occidental, un antiguo símbolo de un mago o hechicero, que etimológicamente descienden de la misma raíz indoeuropea.

## Período Shang
La religión china de la dinastía Shang se desarrolló alrededor de la adoración ancestral. Los principales dioses de este periodo no son fuerzas de la naturaleza en la forma indoeuropea, sino deificaciones de hombres virtuosos. Los antepasados de los emperadores fueron llamados di (帝), y el mayor de ellos fue llamado Shangdi (上帝, "Altísimo Señor"). Él se identifica con el dragón (Kui 夔), símbolo del poder universal (Qì).
Poderes cósmicos dominan la naturaleza: el sol, la luna, las estrellas, los vientos y las nubes se consideraron creados por energías divinas. El dios de la tierra es She (社) o Tu (土). El período Shang tenía dos métodos para entrar en contacto con los ancestros divinos: el primero es el numinoso místico wu (巫) la práctica, con la participación bailes y trances; y el segundo es el método de los huesos del oráculo, de una manera racional.

## Período Zhou
La dinastía Zhou, que sucedió a la Shang, estaba más arraigada en una visión del mundo agrícola. Ellos se opusieron a los dioses ancestrales de los Shang, y los dioses de la naturaleza se convirtieron en los dominantes. El máximo poder en este periodo fue nombrado Tian (天 , "el Grande"). Con Di (地, "tierra") que forma todo el cosmos en una dualidad complementaria.